# Limnephilus perpusillus
Limnephilus perpusillus är en nattsländeart som beskrevs av Walker 1852. Limnephilus perpusillus ingår i släktet Limnephilus och familjen husmasknattsländor. Inga underarter finns listade i Catalogue of Life.